# Sportvagns-VM 1968
Sportvagns-VM 1968 vanns av bilmärket Ford.

## Delsegrare
| Bana           | Vinnare                        | Märke   |
| -------------- | ------------------------------ | ------- |
| Daytona        | Vic Elford Jochen Neerpasch    | Porsche |
| Sebring        | Jo Siffert Hans Herrmann       | Porsche |
| Brands Hatch   | Jacky Ickx Brian Redman        | Ford    |
| Monza          | Paul Hawkins David Hobbs       | Ford    |
| Targa Florio   | Vic Elford Umberto Maglioli    | Porsche |
| Nürburgring    | Jo Siffert Hans Herrmann       | Porsche |
| Spa            | Jacky Ickx Brian Redman        | Ford    |
| Watkins Glen   | Jacky Ickx Lucien Bianchi      | Ford    |
| Zeltweg 500 km | Jo Siffert                     | Porsche |
| Le Mans        | Pedro Rodríguez Lucien Bianchi | Ford    |

## Märkes-VM
| Plats | Märke      | Poäng |
| ----- | ---------- | ----- |
| 1     | Ford       | 45    |
| 2     | Porsche    | 42    |
| 3     | Alfa Romeo | 15.5  |
| 4=    | Chevrolet  | 4     |
| 4=    | Howmet TX  | 4     |
| 4=    | Renault    | 4     |